# Susanoo

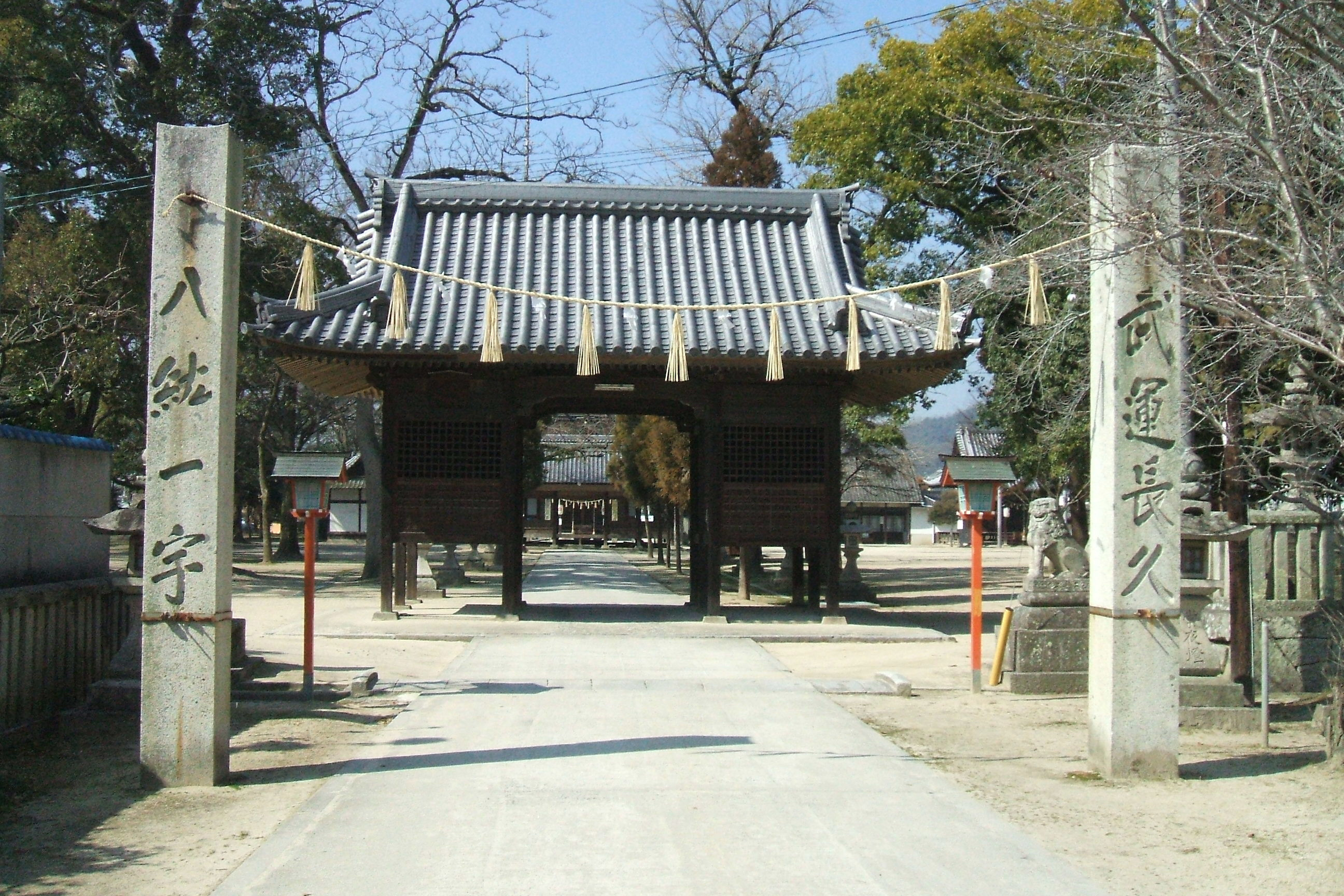
Este é o Parque de Susanoo.

Susanoo (japonês: 須佐之男命, Susano'o-no-mikoto; também romanizado como Susano-o, Susa-no-o, e Susanowo) no Xintoísmo é o deus do mar e das tormentas na mitologia japonesa.
Susanoo é o irmão da kami Amaterasu, a deusa do sol, e do kami Tsukuyomi, o deus da lua. Susanoo nasceu do nariz de Izanagi.

## Na cultura popular
- No filme de anime Wanpaku Ōji no Orochi Taiji (Príncipe Suzano e o Dragão de 8 Cabeças).

- No enredo do mangá Naruto, Susano'o é uma técnica utilizada pelas pessoas que despertaram o Mangekyou Sharingan e levaram ao extremo o mesmo. Inicialmente usada por Ōtsutsuki Hagoromo, seu filho Ōtsutsuki Indra e usada posteriormente por Uchiha Itachi, Uchiha Madara, Uchiha Obito,Uchiha Sasuke, Uchiha Shisui e temporariamente por Hatake Kakashi.

- Em Ōkami, um jogo para PlayStation 2 e Wii, Susano é um espadachim sem talento que aparece ao lado de Amaterasu, a protagonista.

- Em Persona 4, um jogo do PlayStation 2 e PlayStation Vita, Susano-o é a Persona Suprema de Yosuke Hanamura, desbloqueada após completado o seu Social Link. Em Persona 5, jogo de PlayStation 3 e PlayStation 4, Susano-o é a Persona Suprema de Yusuke Kitagawa, também desbloqueado ao completar o seu Confidant.

- No jogo Gods Eater Susano'o aparece representado por um ser escorpião aragami sendo do tipo divino. Um dos 5 Deusphages do jogo, sendo classificado como tipo 1.

- No jogo Devil Survivor 2 e Devil Survivor Overclocked, Susano'o é um Demon de level 60, Do tipo Omega.
- No jogo Smite susano'o é um deus do panteão japonês
- Em Digimon 4, Susanoo também aparece como a digievolução final dos digiescolhidos (Susanoomon)

- Em Yu-Gi-Oh (card game), Susanowo é um  monstro do tipo xyz da série de archetypes "bujin" (todas as cartas "bujin" são referências ao folclore japonês, existindo também "Bujinki Amateratsu" e "Bujintei Tsukuyomi" como xyz, e várias outras cartas como referência).
- Em Isuca susanoo aparece como uma habilidade usada pela personagem Sakuya Shimazu. Em Android Netrunner Susano é uma carta de ICE que troca o servido ao qual o Runner acessa

- No anime/mangá Akame ga Kill!, a personagem Najenda possui uma arma imperial chamada Susanoo.
- No jogo Blazblue Central Fiction, Susano'o renasceu no mundo depois que Terumi rasgou a alma de Hakumen da Unidade Susano'o com o Ouroboros, esmagando-a, e mais uma vez se fundiu com a agora desocupada Unidade Susano'o

- Mitologia japonesa
- Kojiki
- No jogo Final Fantasy XIV, Susano é um deus invocado na expansão Stormblood
- No Anime Blue Seed, os nomes dos personagens são relacionados ao folclore japonês, onde Kusanagi enfrenta Susanoo.
- No jogo Shin Megami Tensei V, Susano é um dos personagens principais da história.
- No anime/mangá Record of Ragnarok, Susanoo é o decimo representante dos deuses no torneio Ragnarok. Neste evento, deuses e humanos se enfrentam em treze rodadas, com o objetivo de decidir o destino da humanidade.